# Мудоун
Мудоун (бірм. မုဒုံမြို့) — місто у штаті Мон, М'янма.

## Географія
Мудоун розташоване у центрі штату на південь від Молам'яйна.

### Клімат
Місто знаходиться у зоні, котра характеризується мусонним кліматом. Найтепліший місяць — квітень із середньою температурою 28.9 °C (84 °F). Найхолодніший місяць — січень, із середньою температурою 24.1 °С (75.4 °F).
| Клімат Мудоуна          | Клімат Мудоуна | Клімат Мудоуна | Клімат Мудоуна | Клімат Мудоуна | Клімат Мудоуна | Клімат Мудоуна | Клімат Мудоуна | Клімат Мудоуна | Клімат Мудоуна | Клімат Мудоуна | Клімат Мудоуна | Клімат Мудоуна | Клімат Мудоуна |
| Показник                | Січ.           | Лют.           | Бер.           | Квіт.          | Трав.          | Черв.          | Лип.           | Серп.          | Вер.           | Жовт.          | Лист.          | Груд.          | Рік            |
| Середній максимум, °C   | 31,9           | 34,3           | 36,1           | 36,7           | 33,6           | 30,2           | 29,8           | 29,5           | 30,7           | 31,9           | 31,6           | 31,2           | 32,3           |
| Середня температура, °C | 24,1           | 25,4           | 27,4           | 28,9           | 27,6           | 26,1           | 25,6           | 25,5           | 26,1           | 26,9           | 26,1           | 24,6           | 26,2           |
| Середній мінімум, °C    | 15,9           | 17,4           | 20,1           | 23,1           | 24,2           | 23,6           | 23,5           | 23,3           | 23,3           | 23             | 20,4           | 16,9           | 21,2           |
| Норма опадів, мм        | 4.2            | 5.4            | 10.4           | 49             | 375.6          | 799.6          | 802.8          | 991.2          | 525.3          | 203.1          | 36.5           | 6.8            | 3809.9         |
| Днів з опадами          | 0,6            | 0,9            | 1,7            | 4,5            | 17,4           | 27,8           | 29,1           | 29,5           | 23,3           | 14,1           | 4,1            | 0,8            | 153,8          |
| Вологість повітря, %    | 69.5           | 64.2           | 61.8           | 64             | 77.7           | 86.9           | 88.3           | 89.5           | 86.8           | 82.7           | 77.3           | 73.6           | 76.9           |
| ----------------------- | -------------- | -------------- | -------------- | -------------- | -------------- | -------------- | -------------- | -------------- | -------------- | -------------- | -------------- | -------------- | -------------- |
| Джерело: Weatherbase    |                |                |                |                |                |                |                |                |                |                |                |                |                |